# 天主教罗滕堡-斯图加特教区
天主教羅滕堡－司徒加特教區（拉丁語：Dioecesis Rottenburgensis-Stutgardiensis）是德國一個羅馬天主教教區，屬弗賴堡總教區。
教區位於巴登-符騰堡的符騰堡地區，教座位於內卡河畔羅滕堡，另於州府斯图加特設副主教座堂。教區於2012年有1,881,263名教友，2010年時下轄1,037個堂區和有1,099名司鐸。現任教區主教為克劳斯·克雷默，輔理主教為托马斯·马里亚·伦茨、马特乌斯·卡勒和格哈德·施奈德。
羅滕堡教區於1821年8月16日成立，1978年1月18日易名為羅滕堡－司徒加特教區至今。

## 主要教堂
- 主教座堂：內卡河畔羅騰堡的聖瑪爾定主教座堂。
- 副主教座堂：司徒加特的聖埃伯哈德主教座堂。
- 乙級宗座聖殿
  - 聖維特宗座聖殿（德语：Basilika St. Vitus (Ellwangen)）暨埃爾旺根修道院（英语：Ellwangen Abbey）：前自治會院區，位於埃爾旺根。
  - 聖瑪爾定宗座聖殿暨維布林根修道院（英语：Wiblingen Abbey）：位於烏爾姆。
  - 聖瑪爾定宗座聖殿（德语：Basilika St. Martin (Weingarten)）：位於魏恩加滕。
- 毛布朗修道院：位於毛布朗的前熙篤會修道院。

## 總鐸區
本教區下設45個總鐸區。
- 阿倫
- 巴克南
- 巴林根
- 比伯拉赫
- 伯布林根
- 卡爾夫
- 埃英根
- 埃爾旺根
- 埃斯林根-尼爾廷根
- 弗羅伊登施塔特
- 腓特烈港
- 蓋斯林根
- 格平根
- 海登海姆
- 海爾布隆
- 霍恩洛厄縣
- 勞普海姆
- 洛伊特基希
- 路德維希堡
- 巴特梅根特海姆
- 米爾阿克
- 內卡蘇爾姆
- 內勒斯海姆
- 奧伯恩多夫
- 奧克森豪森
- 拉芬斯堡
- 羅伊特林根
- 里德林根
- 內卡河畔羅滕堡
- 羅特韋爾
- 巴特紹爾高
- 施瓦本格明德
- 施韋比施哈爾
- 施派興根
- 斯圖加特－巴特坎施塔特
- 司徒加特－菲爾德（Filder）
- 司徒加特－中區
- 司徒加特－北區
- 圖特林根
- 烏爾姆
- 魏布林根
- 巴特瓦爾德塞
- 阿爾高地區旺根
- 茨維法爾滕